# Willem Maris (kunstschilder)

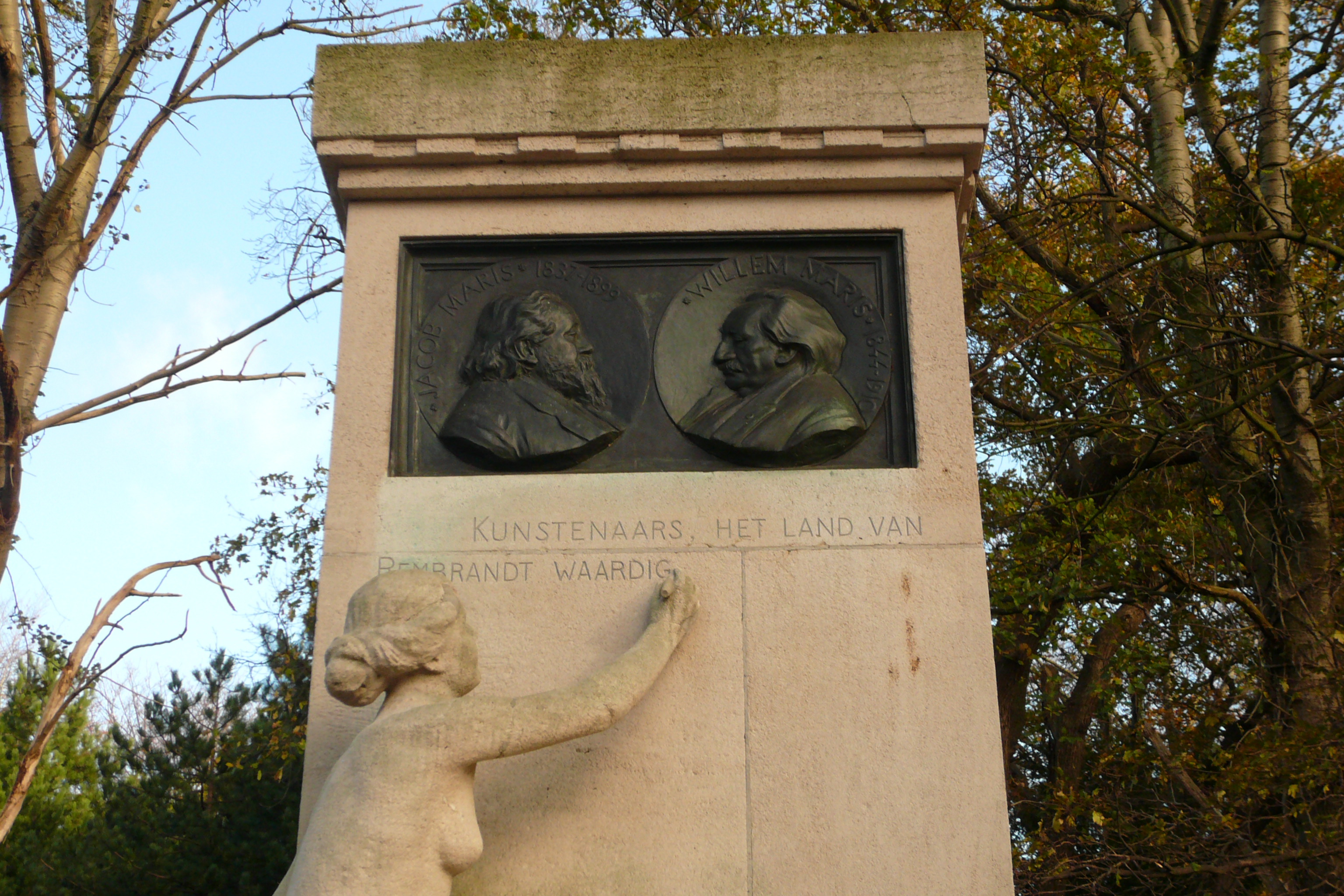
Monument in Den Haag voor Jacob en Willem Maris (1916) door Charles van Wijk

Willem Maris (Den Haag, 18 februari 1844 – aldaar, 10 oktober 1910) was een Nederlandse kunstschilder. Willem Maris was niet alleen bekend als schilder maar ook als tekenaar, etser en aquarellist. Hij was medeoprichter van de Hollandsche Teekenmaatschappij.

## Gezinsleven
Willem was een van de zes kinderen van Mattheus Marris en Hendrika Bloemert en werd geboren in de Haagse Zuilingstraat. Het gezin verhuisde later naar de Lange Lombardstraat.
Hij huwde in 1872 in Den Haag met Maria Jacoba Visser (1841–1889). Uit dit huwelijk werd in 1873 een zoon Simon Willem geboren, en in 1875 een zoon Willem Jacobus die slechts een maand geleefd heeft. Nadat Jacoba was overleden, huwde hij opnieuw, nu met Johanna Anthonia Gijsberta van Bijlevelt. Uit dit huwelijk werden twee dochters geboren: Johanna Wilhelmina (1891-1958) en Elisabeth Florence Amalia (1894-1926).

## Opleiding
Maris werd geboren als jongste zoon van Mattheus Marris en Hendrika Bloemert in Den Haag. Zijn eerste tekenonderricht ontving hij van zijn oudere broers Jacob en Matthijs. Hij volgde tevens avondschool aan de Haagse Academie en ontving raadgevingen van de dierenschilder Pieter Stortenbeker.

## Loopbaan
Maris werd een uitmuntend dierentekenaar. In Oosterbeek, het Nederlandse Barbizon, en in Wolfheze ontwikkelde hij zijn artistiek landschapschilderen. In 1855 maakte hij er kennis met Anton Mauve. In Den Haag kreeg hij zijn eerste tentoonstelling in 1863. Met Bernard Blommers reisde hij in 1865 door de Rijnstaten. Ook Noorwegen deed hij aan.
Vanaf 1869 bleef hij in Den Haag wonen, waar hij op 65-jarige leeftijd overleed. Hij werd er begraven op begraafplaats Oud Eik en Duinen.
Zijn zoon Simon schilderde ook. Simons zoon Thijs schreef een boek over het schildersgeslacht.

## Schilderstijl
Willem Maris schilderde voornamelijk natuurlandschappen met dieren zoals koeien aan een plas en eenden aan de slootkant. In zijn steeds wederkerende landschappen met dieren geanimeerd, herinnerde hij vaak aan het werk van de Franse Camille Corot. Hij behoorde tot de Haagse School.
Hoewel hij als jongste van de drie Marissen eigenlijk het verst verwijderd stond van zowel realisme als impressionisme, toch is hij wellicht de meest realistische schilder van de drie geweest. Anderen menen weer dat hij juist de meest impressionistische is getuige zijn woorden "ik schilder geen koeien maar licht".

## Monument
Een monument voor de broers Jacob en Willem Maris staat achter het Vredespaleis in Den Haag.
Het opschrift luidt:
Kunstenaars, het land van
Rembrandt waardig

## Werken

Werken in het Rijksmuseum
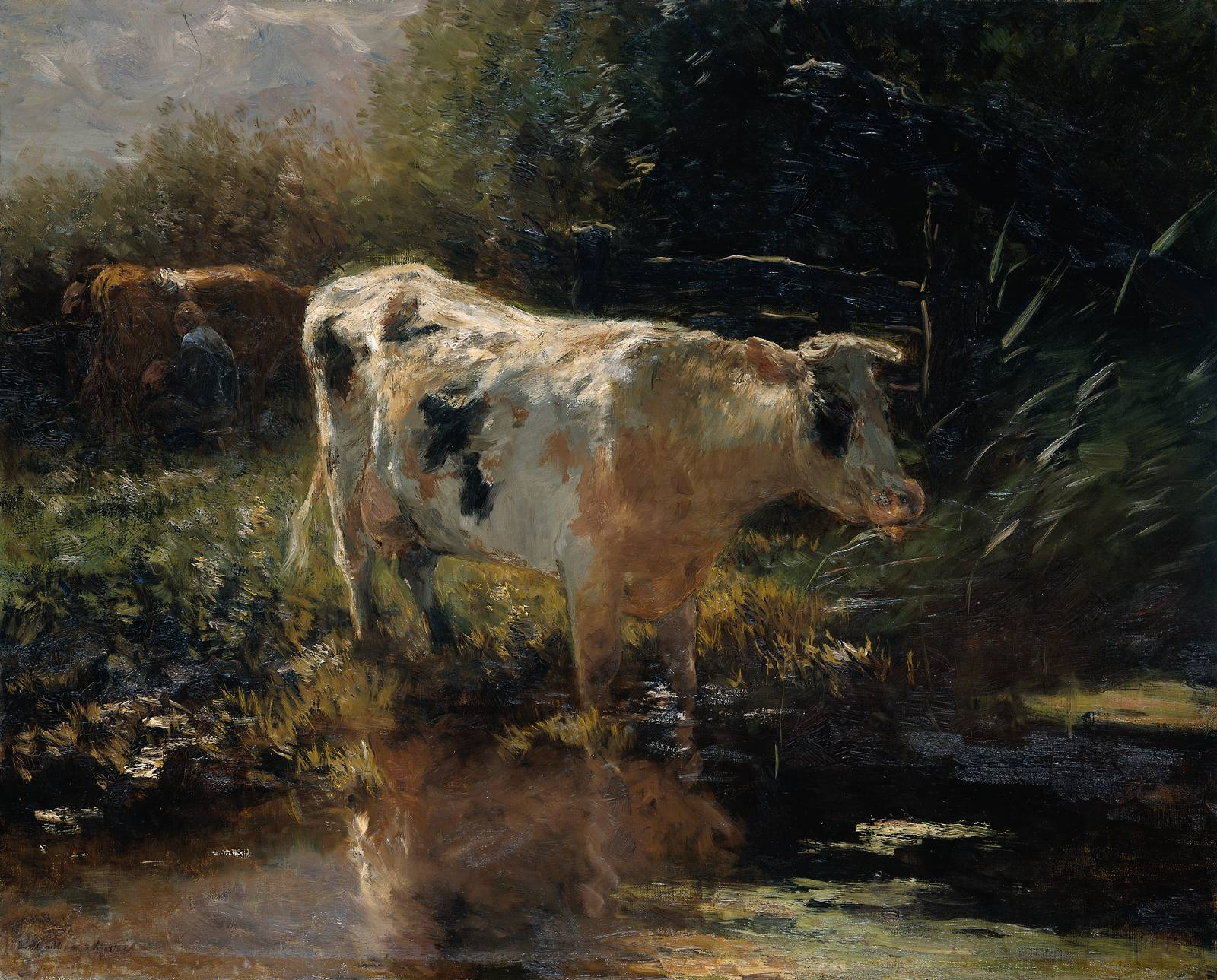
Koe aan de slootkant, ca. 1885
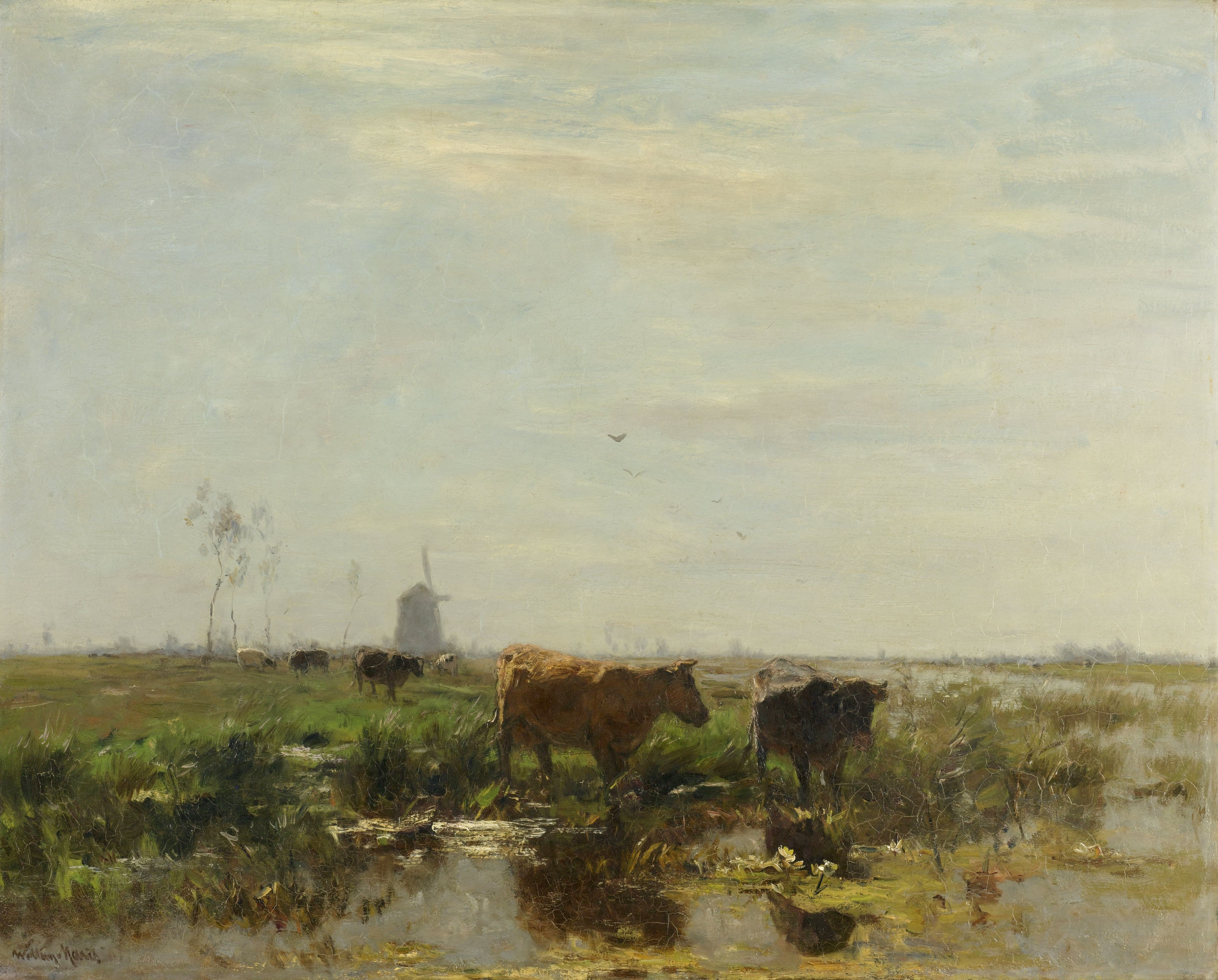
Weide met koeien aan het water, 1890-95
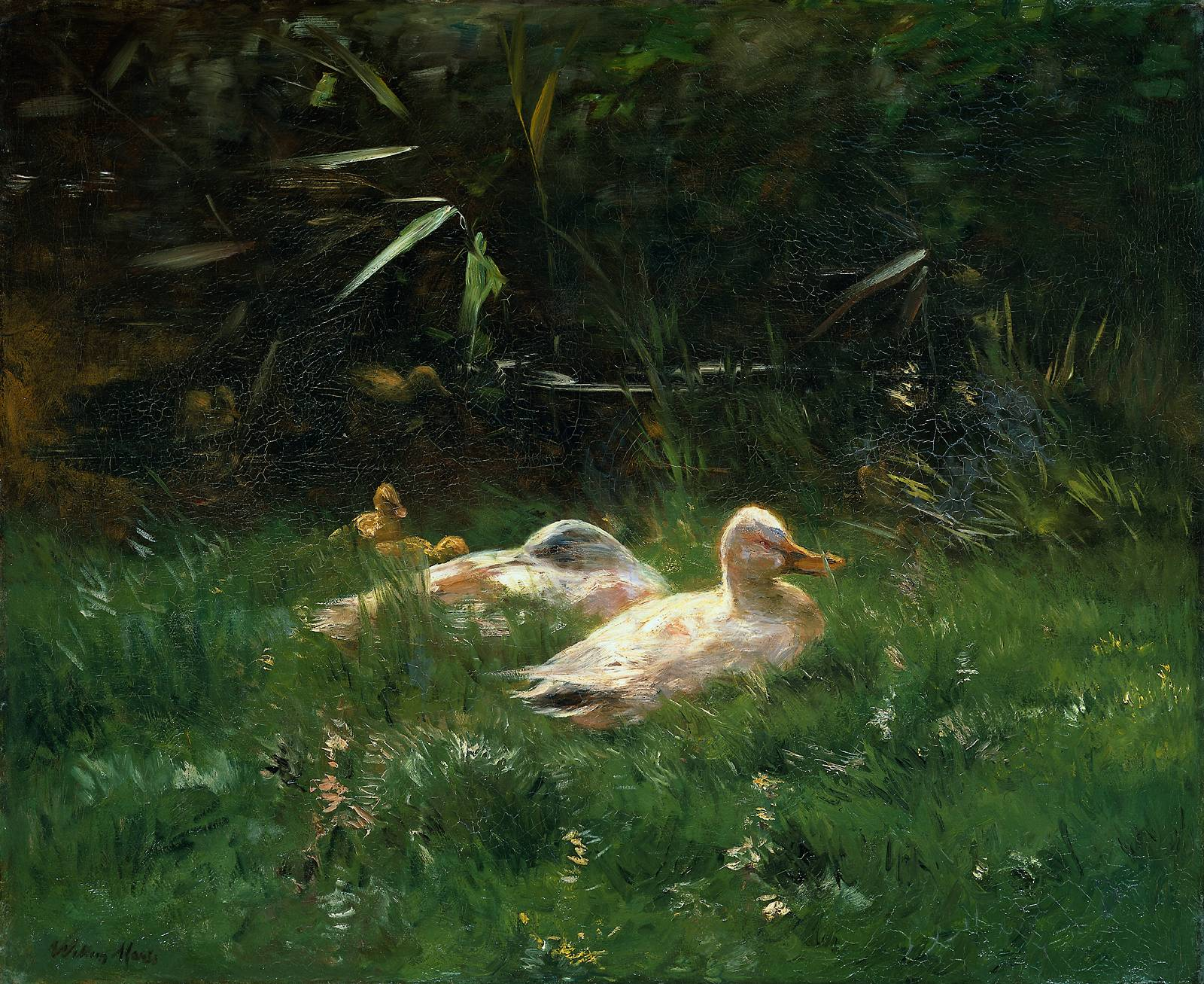
Eenden, ca. 1880-1904

## Werk in openbare collecties (selectie)
- Ashmolean Museum van de Universiteit van Oxford
- Dordrechts Museum, Dordrecht
- Kunstmuseum Den Haag, Den Haag[6]
- Museum Boijmans Van Beuningen, Rotterdam[7]
- Museum Gouda, Gouda
- Museum of Fine Arts, Boston
- National Gallery, Londen
- Rijksmuseum Amsterdam, Amsterdam[8]
- Rijksmuseum Twenthe, Enschede

## Tentoonstellingen
De tentoonstelling Willem Maris, Impressionist van de Haagse School werd van 21 januari t/m 9 april 2012 gehouden in het Gemeentemuseum Den Haag in Den Haag.

## Trivia
Willem woonde en werkte van mei 1888 tot 6 november 1890 in Huize Treckvliet in Rijswijk. Dit was vlak bij de plek waar zijn broer Jacob zijn Brug bij Rijswijk verschillende keren schilderde. In Rijswijk is een straat naar hem genoemd.
- Bibliothèque nationale de France: cb14912775s (data)
- Biografisch Portaal: 26261847
- Digitale Bibliotheek voor de Nederlandse Letteren: mari046
- Gemeinsame Normdatei: 174310552
- International Standard Name Identifier: 0000 0000 6708 4772
- Library of Congress Control Number: nr97042010
- Nationale Bibliotheek van Tsjechië: mub20191051410
- Nationale en Universitaire bibliotheek Zagreb: 000461912
- Nederlandse Thesaurus van Auteursnamen: 069925216
- RKD-Nederlands Instituut voor Kunstgeschiedenis: 52684
- SNAC: w66122sx
- Système universitaire de documentation: 176716009
- Union List of Artist Names: 500003451
- Virtual International Authority File: 71300580
- WorldCat: E39PBJrKQGctyyX8qdgRKyjDMP